# King's X
I King's X sono un gruppo rock statunitense, composto dal bassista e cantante Doug Pinnick, dal chitarrista Ty Tabor e dal batterista Jerry Gaskill. Per un certo periodo la band si avvalse del chitarrista ritmico Dan McCollom, ma tornò presto al consueto power trio.

## Storia

### Gli inizi
Nel 1980 Doug Pinnick e Ty Tabor, che si erano precedentemente conosciuti in occasione di una registrazione e di una serie di concerti con Phil Keaggy, invitarono il batterista Jerry Gaskill ad unirsi a loro per un nuovo progetto musicale. I tre decisero come primo nome del gruppo quello di "The Edge", e agli inizi si esibirono principalmente in piccoli locali di Springfield nel Missouri. Nel 1983 il nome della band venne mutato in "Sneak Preview", ed i tre cominciarono a registrare materiale proprio. Il loro primo album omonimo venne prodotto nel 1984.
Nel 1985 gli Sneak Preview si spostarono ad Houston nella prospettiva di registrare un nuovo album con la Frontline Records, ma l'accordo svanì. La svolta per la band avvenne quando Pinnick, Tabor e Gaskill incontrarono Sam Taylor, presidente della casa di produzione dei ZZ Top. Taylor convinse i tre a cambiare il nome in "King's X" e li aiutò ad ottenere un contratto con la Megaforce Records nel 1987, divenendo il loro manager e produttore.

### I primi album come "King's X"
Col nuovo nome, la band registrò il primo album, Out of the Silent Planet (con riferimento all'omonima opera di C.S. Lewis), nel 1988. Nonostante la critica si fosse dimostrata positiva verso questo primo lavoro, i King's X non ottennero il successo sperato. Nel 1989 uscì il loro secondo album, Gretchen Goes to Nebraska, e la canzone Over My Head venne riproposta a più riprese su MTV. Nell'autunno del 1990 i King's X registrarono il loro terzo album, dal nome Faith, Hope, Love.

### I primi anni '90
Faith, Hope, Love ebbe un discreto successo, e ciò permise ai King's X di aprire i concerti degli AC/DC in Europa e negli Stati Uniti nella prima metà del 1991. Si esibirono dal vivo anche assieme ai Living Colour, anch'essi giunti al picco della loro popolarità.
I King's X ottennero di poter registrare il loro prossimo lavoro con la Atlantic Records: l'album venne intitolato King's X e vide la luce nel 1992, ma non ebbe il successo del precedente anche a causa di tensioni che erano andate creandosi tra il gruppo e Sam Taylor, col quale la band decise di terminare ogni relazione poco dopo.
I King's X rimasero inattivi per più di un anno per considerare il loro futuro, anche perché i componenti cominciarono ad impegnarsi in attività estranee a quelle relative al gruppo. In particolare Ty Tabor prese parte a competizioni semiprofessionistiche di motocross.
Dopo un periodo di riflessione, i King's X tornarono alla ribalta ingaggiando il veterano produttore Brendan O'Brien (che aveva collaborato, fra gli altri, anche con i Pearl Jam). Nel 1994 uscì quindi l'album Dogman, caratterizzato da sonorità più pesanti e testi più diretti ed incisivi.
La Atlantic Records fece un grande sforzo per pubblicizzare il nuovo album, ed i King's X riscossero un discreto successo durante il loro tour, assicurandosi anche un'esibizione sul palco del concerto di Woodstock '94.
Dogman comunque non vendette a sufficienza perché il rapporto con la Atlantic Records potesse proseguire.

### Dopo la Atlantic
La Atlantic Records non rinnovò il contratto con i King's X dopo che anche il loro terzo e ultimo album con la medesima etichetta (intitolato Ear Candy) non riscosse il successo sperato. La band passò quindi alla Metal Blade Records nel 1998, registrando l'album Tape Head, il quale segnò una nuova svolta: Pinnick, Tabor e Gaskill parteciparono più attivamente alla stesura del materiale, collaborando tutti assieme anziché presentandosi in studio con materiale scritto individualmente come fatto in precedenza. I seguenti album, intitolati Please Come Home... Mr. Bulbous e Manic Moonlight, vennero registrati nello stesso modo. Per il successivo album Black Like Sunday, i King's X ri-registrarono e riarrangiarono canzoni da loro suonate prima della pubblicazione di Out of the Silent Planet. La copertina dell'album venne scelta dai fan della band.
Il doppio album Live All Over the Place fu l'ultimo lavoro dei King's X con la Metal Blade Records, ed il loro primo live album. Nel 2005 il gruppo registrò il soddisfacente Ogre Tones, con la Inside Out Music.
Un secondo doppio album live, Live & Live Some More, venne pubblicato nel 2007 dall'etichetta indipendente Molken Music. Nel maggio del 2008 il trio, sotto la produzione di Michael Wagener, confeziona il nuovo album XV.

## Formazione
- Doug Pinnick - voce, basso
- Ty Tabor - chitarra
- Jerry Gaskill - batteria

## Discografia
Album in studio
- 1988 - Out of the Silent Planet
- 1989 - Gretchen Goes to Nebraska
- 1990 - Faith Hope Love
- 1992 - King's X
- 1994 - Dogman
- 1996 - Ear Candy
- 1998 - Tape Head
- 2000 - Please Come Home... Mr. Bulbous
- 2001 - Manic Moonlight
- 2003 - Black Like Sunday
- 2005 - Ogre Tones
- 2008 - XV
- 2022 - Three Sides of One

Raccolte
- 1997 - Best of King's X

Dal vivo
- 2004 - Live All Over the Place
- 2007 - Live & Live Some More
- 2009 - Tales From the Empire
- 2010 - Live Love in London
- 2012 - Burning Down Boston